# Enicospilus yedus
Enicospilus yedus là một loài tò vò trong họ Ichneumonidae.